# Private Detective 62
Private Detective 62 is een Amerikaanse misdaadfilm uit 1933 onder regie van Michael Curtiz. In Nederland werd de film destijds uitgebracht onder de titel Particulier detective No. 62.

## Verhaal
Een privédetective gaat op zoek naar een gokster in Parijs. Als hij haar heeft gevonden, wordt hij verliefd op haar. Hij levert haar daarom niet uit aan de autoriteiten.

## Rolverdeling
| Acteur           | Personage         |
| ---------------- | ----------------- |
| William Powell   | Free              |
| Margaret Lindsay | Janet             |
| Ruth Donnelly    | Moran             |
| Gordon Westcott  | Bandor            |
| Arthur Hohl      | Hogan             |
| Natalie Moorhead | Helen Burns       |
| James Bell       | Whitey            |
| Hobart Cavanaugh | Harcourt S. Burns |
| Irving Bacon     | Taxichauffeur     |